# 羅玘
羅玘（1447年—1519年），字景鳴，號圭峰，江西南城睦安鄉磁圭人，是明朝中葉政治人物和學者，成化丁未進士。他曾官至南京吏部右侍郎。學者稱他為圭峰先生。

## 生平
羅玘出生於仕宦家族，在家中四兄弟之中（羅網、羅坦、羅經、羅純）排行第二。羅玘自幼敏而好學，博覽群書。年少時，他入國子監。祭酒丘濬試其文章，結果令人甚為嘆服。在成化二十二年（1486年），羅玘中式順天鄉試解元。次年中進士，並被選為庶吉士，授翰林院編修一職，進侍讀。他從此更加鑽研古文，經常手不釋卷，誦讀不輟。 
另外，羅玘為人嚴謹，勤政務實，勇於直言正諫，所以為世人敬畏。弘治九年（1496年），武岡知州劉遜被岷王膺鉟誣陷下獄。給事中龐泮、御史劉紳等前來進諫，同囚於獄中。於是，羅玘進言應以寬容態度去處理國家事務。弘治十一年（1498年），宦官李廣得罪太皇太后而自殺身亡。他遺下一書記述群臣與其交往之事。明孝宗閱後十分震怒，於是下令捉拿其黨羽。羅玘上疏言孝宗不能只靠一封李廣的遺書去治大臣罪，否則延禍無辜。他建議只要密加查訪就可以迫使確實牽涉在內的人引疾而退或者以其他事宜斥責他們，以免人人自危，有失朝尊。到了弘治十八年（1505年），户部郎中李夢陽應詔上書，卻遭壽寧侯張鶴齡誣陷下獄。羅玘為其申訴得以保全。及後羅玘升為侍讀。
在正德元年（1506年），羅玘升為南京太常寺少卿。時正值宦官劉瑾亂政，大學士李東陽依附權勢，逢迎劉瑾。但朝政多有微言。羅玘雖然為李東陽所推薦，反而能棄私交而不毀大義。他修書予李氏，責備他助紂為虐，並與他斷絕交往。不久，他升為太常寺卿。直至正德二年（1508年），他又升為南京吏部右侍郎。當時宦官劉瑾導明武宗享樂、矯旨行事，以致國庫空虛。而朝臣亦上疏勸諫，言辭激切。但明武宗不納諫，羅玘因此而常常憂慮國事。四年後，即正德七年（1512年），他入京考绩，托病辭官歸隱，從此潛心學問。他於《紅梅》一詩曾抒發了他當時托病辭官的心境：「西湖殘雪候多時，卻恨前年被雪欺。且學杏花紅似錦，暫邀啼鳥到南枝。」
另外，羅玘辭官後看到地方官吏對百姓不斷加重苛捐雜税而深感不安。在正德九年（1514年），寧王朱宸濠圖謀叛逆，他因素仰羅玘名聲，便派人送來厚禮以結交羅玘。但羅玘堅拒不受，避居金溪深山。正德十四年（1519年），朱宸濠發動叛亂。羅玘雖然抱恙，仍然修書一封聲討寧王，並與朝廷守臣相約討伐之事。但是還未成事羅玘便病歿。其遺體葬於金溪三十一都張公岭項山寺左側。
羅玘在家鄉創辦了圭峰書院，著書立說。其一生著有《圭峰文集》18卷，《續集》14卷，《類說》2卷及《圭峰奏議》等。

## 評價
張廷玉《明史》卷286「列傳第一百七十四 文苑二」評羅玘:「博學好古文，務為奇奥。」羅玘堅守氣節，其中《乞定宗社大計》二疏及《上李東陽書》皆道出當時朝政的難言之處。羅玘的文章風格主要模仿韓愈的古文風格，戛戛獨造，多抑掩其意，又迂折其詞，使人思之於言外。而明代陳洪謨《陳洪謨序》稱之「聞其為文，必嘔心積慮，至扃戶牖，或踞木石隱度逾旬日，或逾歲時，神生境具，而後命筆，稍涉於萎陋詘誕之微，雖數易稿不憚，蓋與宋陳師道之吟詩不甚相遠。其幽渺奧折也固宜，而磊落嶔崎，有意作態，不能如韓文之渾噩，亦緣於是。殆性耽孤僻，有所偏詣歟。」簡而言之，羅玘的文章別出心裁，字裡行間每每表達其思想上的隱晦之處而帶深度。

## 延伸阅读
[在维基数据编辑]
 《國朝獻徵錄·卷之二十七》，出自焦竑《國朝獻徵錄》
 《明史卷二百八十六》，出自《明史》

## 外部連結
- 《四庫全書總目提要》 別集類二十四 （页面存档备份，存于）
- 西溪漁樂說 （页面存档备份，存于）